# Ramforynchy (podrodzina)
Ramforynchy (Rhamphorhynchinae) – podrodzina pterozaurów z rodziny ramforynchów (Rhamphorhynchidae).
Żyły w jurze na terenie Europy, Azji, Afryki i Ameryki Środkowej.

## Rodzaje
- angustinaripter (Angustinaripterus)
- dorygnat (Dorygnathus)
- nesodaktyl (Nesodactylus)
- ramforynch (Rhamphorhynchus)